# 2020年東京オリンピックの馬術競技
2020年東京オリンピックの馬術競技（2020ねんとうきょうオリンピックのばじゅつきょうぎ）は国際馬術連盟（FEI）管轄の下、2021年7月24日から8月7日まで開催されたオリンピックの馬術競技である。前回大会同様、障害馬術（障害飛越）・馬場馬術・総合馬術の個人・団体計6種目で開催された。競技は馬事公苑のほか、総合馬術は海の森公園のクロスカントリーコースでも実施された。

## 出場資格
FEIにより、開催国日本は全種目の出場枠（計9人馬）が保証されている。団体戦はいずれの種目も1チーム3人馬で構成され、2018年世界馬術選手権（アメリカ合衆国・トライオン）や地域別予選等により選出された障害飛越20チーム、総合馬術・馬場馬術は各15チームが出場する。個人戦には団体戦に出場する人馬に加え、地域別予選やFEIが定めるオリンピックランキング等により、団体戦の出場枠を得ていないNOCに出場枠が与えられる。障害飛越15人馬（団体戦の出場枠を得たNOCと合わせて75人馬）、総合馬術20人馬（同65人馬）、馬場馬術15人馬（同60人馬）が出場する。1つのNOCからは団体戦の出場国からは3人馬、非出場国からは障害飛越と馬場馬術は1人馬、総合馬術は2人馬まで出場できる。
| 種目     | 開催国 | 2018年 世界選手権 | 地域グループ | 地域グループ | 地域グループ | 地域グループ | 地域グループ | ※ | 合計 | 備考                                             |
| 種目     | 開催国 | 2018年 世界選手権 | A&B          | C            | D&E          | F            | G            | ※ | 合計 | 備考                                             |
| -------- | ------ | ----------------- | ------------ | ------------ | ------------ | ------------ | ------------ | - | ---- | ------------------------------------------------ |
| 障害飛越 | 1      | 6                 | 3            | 2            | 3            | 2            | 2            | 1 | 20   | ※2019年のFEIネーションズカップの上位1カ国        |
| 総合馬術 | 1      | 6                 | 2            | 1            | 2            | 2            | 2            | 1 | 15   | ※FEI Eventing Nations Cup Series 2019の上位1カ国 |
| 馬場馬術 | 1      | 6                 | 3            | 1            | 2            | 1            | 1            | - | 15   |                                                  |

| 種目     | 団体戦 出場国 | 地域グループ | 地域グループ | 地域グループ | ※ | 合計 | 備考                               |
| 種目     | 団体戦 出場国 | A,B,C,F,G    | D            | E            | ※ | 合計 | 備考                               |
| -------- | ------------- | ------------ | ------------ | ------------ | - | ---- | ---------------------------------- |
| 障害飛越 | 60            | 各2          | 4            | 4            | 1 | 75   | ※オリンピックランキングの上位1カ国 |
| 総合馬術 | 45            | 各2          | 2            | 2            | 6 | 65   | ※オリンピックランキングの上位6カ国 |
| 馬場馬術 | 45            | 各2          | 4            | 4            | 1 | 60   | ※オリンピックランキングの上位1カ国 |

グループA…北西ヨーロッパ、グループB…南西ヨーロッパ、グループC…中央ヨーロッパ、東ヨーロッパ及び中央アジア、グループD…北米、グループE…中南米、グループF…アフリカ及び中東、グループG…東アジア、南アジア及びオセアニア
本大会に出場する人馬は2021年6月21日までに出場最低基準（MER：Minimum Eligibility Requirements）を満たす必要があり、満たせなかった場合は、出場枠は他の国に割り当てられる。（団体戦の出場国が3人馬を揃えられない場合は、個人戦1人馬の出場枠に置き換えられる。空いた団体戦の出場枠は、次点のNOC（障害飛越）か国ごとの上位3名のオリンピックランキングにおける成績合計が最も良いNOC（総合馬術、馬場馬術）に与えられる。）

## 出場国
- アルゼンチン (4)
- オーストラリア (8)
- オーストリア (3)
- ベルギー (8)
- ベラルーシ (1)
- ブラジル (9)
- カナダ (5)
- チリ (2)
- 中国 (7)
- コロンビア (1)
- チェコ (6)
- デンマーク (5)
- ドミニカ共和国 (2)
- エクアドル (1)
- エジプト (4)
- スペイン (5)
- エストニア (1)
- フィンランド (1)
- フランス (10)
- イギリス (10)
- ドイツ (10)
- 香港 (1)
- インド (1)
- アイルランド (8)
- イスラエル (3)
- イタリア (5)
- ヨルダン (1)
- 日本 (10)
- 韓国 (1)
- ラトビア (1)
- ルクセンブルク (1)
- モロッコ (4)
- メキシコ (5)
- オランダ (9)
- ノルウェー (1)
- ニュージーランド (7)
- ポーランド (3)
- ポルトガル (4)
- プエルトリコ (1)
- 南アフリカ (5)
- ロシア (1)
- シンガポール (1)
- スリランカ (1)
- スイス (9)
- スウェーデン (10)
- シリア (1)
- タイ (3)
- チャイニーズタイペイ (1)
- ウクライナ (2)
- アメリカ合衆国 (10)

## 競技概要

### 障害飛越
団体は1チーム3名の合計スコア（減点方式）で順位を決定する。団体決勝には予選の上位10チーム、個人決勝には予選の上位30名が進出するが、予選のスコアは決勝には持ち越されない。スコアが並んだ場合は、タイムで順位を決定するが、1位が並んだ場合はジャンプオフ（優勝決定戦）により優勝者を決定する。
団体には20チームが出場予定であったが、オーストラリアの選手1名が出場停止となった上、交代選手も出場できなかったため、19チームが出場した。オーストラリアの残りの2選手は個人のみに出場する。また、2名の交代選手が出場した一方、5名が棄権したため、合わせて54名が出場した。個人は2名が棄権したため、73名が出場した。団体と個人をあわせて、89名の選手が競技に出場した。日本は団体で福島大輔は予選に出場したが、斎藤功貴と佐藤英賢が棄権し失権となった。個人では福島が予選、決勝ともに減点0で競技を終え、首位に並んだ。最終順位を決めるジャンプオフの結果、6位入賞となった。

### 総合馬術
団体は1チーム3名の合計スコアで順位を決定する。馬場馬術、クロスカントリー、障害馬術（1回目）は団体と個人を兼ねる。団体は障害馬術（1回目）までの合計で順位を決定するが、個人は障害馬術（1回目）までの合計の上位25名が障害馬術（2回目）に進出し、障害馬術（2回目）までの合計で順位を決定する。
団体には15チームが出場したが、4名の交代選手が出場したため、合わせて49名が出場した。個人は3名が棄権したため、62名が出場した。団体と個人をあわせて、66名の選手が競技に出場した。日本からは団体に大岩義明、田中利幸、戸本一真が出場したが、最終種目の障害馬術のみ大岩に代わってリザーブの北島隆三が出場し、最終順位は11位となった。個人では大岩はクロスカントリーで脱落、田中は障害馬術（1回目）で敗退となったが、戸本が障害馬術（2回目）まで進出し、4位入賞を果たした。

### 馬場馬術
団体は1チーム3名の合計スコアで順位を決定する。グランプリ（予選）は団体と個人両方の予選を兼ねる。団体グランプリスペシャル（決勝）にはグランプリの上位8チーム、個人グランプリフリースタイル（決勝）にはグランプリの上位18名（6グループから上位2名ずつ＋成績上位6名）が進出するが、グランプリのスコアはグランプリスペシャルやグランプリフリースタイルには持ち越されない。
団体には15チームが出場したが1名が棄権したため、44名が出場した。個人では更に1名が棄権したため、58名が出場した。団体と個人をあわせて、58名の選手が競技に出場した。日本勢（北原広之、佐渡一毅、林伸伍）は団体・予選ともに決勝進出はならなかった。

## 競技日程
競技会場は馬事公苑。8月1日のクロスカントリーのみ、海の森公園のクロスカントリーコースで実施される。
| 日付 | 種目     | 内容                     | 備考               |
| ---- | -------- | ------------------------ | ------------------ |
| 7/24 | 馬場馬術 | グランプリ1日目          | 団体予選・個人予選 |
| 7/25 | 馬場馬術 | グランプリ2日目          | 団体予選・個人予選 |
| 7/27 | 馬場馬術 | グランプリスペシャル     | 団体決勝           |
| 7/28 | 馬場馬術 | グランプリフリースタイル | 個人決勝           |
| 7/30 | 総合馬術 | 馬場馬術1日目            | 団体・個人         |
| 7/31 | 総合馬術 | 馬場馬術2日目            | 団体・個人         |
| 8/1  | 総合馬術 | クロスカントリー         | 団体・個人         |
| 8/2  | 総合馬術 | 障害馬術                 | 団体・個人         |
| 8/3  | 障害飛越 | -                        | 個人予選           |
| 8/4  | 障害飛越 | -                        | 個人決勝           |
| 8/6  | 障害飛越 | -                        | 団体予選           |
| 8/7  | 障害飛越 | -                        | 団体決勝           |

## 競技結果
| 種目          | 金 | 金             | 銀 | 銀             | 銅 | 銅            |
| ------------- | --- | -------------- | --- | -------------- | --- | ------------- |
| 馬場馬術 個人 | イェシカ・フォン・ブレドフ＝ヴァーンドル ドイツ (GER)                                                                         | 91.732         | イザベル・ヴェルト ドイツ (GER)                                                                                           | 89.657         | シャーロト・ドュジャーデーン イギリス (GBR)                                                                     | 88.543        |
| 馬場馬術 団体 | ドイツ (GER) ドロテー・シュナイダー（2652.0） イザベル・ヴェルト（2740.5） イェシカ・フォン・ブレドフ＝ヴァーンドル（2785.5） | 8178.0         | アメリカ合衆国 (USA) エイドリアン・ライル（2504.0） ステファン・ピーターズ（2558.5） サビーン・シュット＝ケリー（2684.5） | 7747.0         | イギリス (GBR) カール・ヘスター（2577.5） シャーロット・フライ（2528.5） シャーロト・ドュジャーデーン（2617.0） | 7723.0        |
| 総合馬術 個人 | ユリア・クライェフスキー ドイツ (GER)                                                                                         | 26.00          | トム・マクウェン イギリス (GBR)                                                                                           | 29.30          | アンドリュー・ホイ オーストラリア (AUS)                                                                         | 29.60         |
| 総合馬術 団体 | イギリス (GBR) トム・マクウェン（28.90） ローラ・コレット（29.80） オリバー・タウネンド（27.60）                              | 86.30          | オーストラリア (AUS) ケビン・マクナブ（34.90） シェーン・ローズ（35.70） アンドリュー・ホイ（29.60）                      | 100.20         | フランス (FRA) ニコラ・トゥゼン（33.90） カリム・フローラン・ラグア（36.40） クリストフェー・シクス（31.20）    | 101.50        |
| 障害飛越 個人 | ベン・マー イギリス (GBR) | 0（JO:37.85）  | ペデル・フレドリクソン スウェーデン (SWE)                                                                                 | 0（JO:38.02）  | マイケル・ファン・デル・フルーテン オランダ (NED)                                                               | 0（JO:38.90） |
| 障害飛越 団体 | スウェーデン (SWE) マリン・バーヤート＝ヨンソン ペデル・フレドリクソン ヘンリク・フォン・エチェルマン                         | 8（JO:122.90） | アメリカ合衆国 (USA) ローラ・クロート ジェシカ・スプリングスティーン マクレーン・ウォード                                 | 8（JO:124.20） | ベルギー (BEL) ピーター・デフォス ジェローム・ゲリー グレゴリー・ワトヘルト                                     | 12            |

## 国・地域別のメダル獲得数
| 順   | 国・地域             | 金 | 銀 | 銅 | 計 |
| ---- | -------------------- | -- | -- | -- | -- |
| 1    | ドイツ (GER)         | 3  | 1  | 0  | 4  |
| 2    | イギリス (GBR)       | 2  | 1  | 2  | 5  |
| 3    | スウェーデン (SWE)   | 1  | 1  | 0  | 2  |
| 4    | アメリカ合衆国 (USA) | 0  | 2  | 0  | 2  |
| 5    | オーストラリア (AUS) | 0  | 1  | 1  | 2  |
| 6    | ベルギー (BEL)       | 0  | 0  | 1  | 1  |
| 6    | フランス (FRA)       | 0  | 0  | 1  | 1  |
| 6    | オランダ (NED)       | 0  | 0  | 1  | 1  |
| 合計 | 合計                 | 6  | 6  | 6  | 18 |

## 備考
- 東京都は新型コロナ感染拡大による緊急事態宣言が行われていたため、全ての競技が無観客で行われた。
- イギリスは総合馬術団体で1972年ミュンヘンオリンピック以来、49年ぶりの金メダルを獲得した[21]。